# Põltsamaa kommun
Põltsamaa kommun (estniska: Põltsamaa vald) är en kommun i landskapet Jõgevamaa i mellersta Estland. Kommunen ligger cirka 110 kilometer sydost om huvudstaden Tallinn. Staden Põltsamaa utgör kommunens centralort. 
Den nuvarande kommunen bildades den 21 oktober 2017 genom en sammanslagning av dåvarande Põltsamaa stadskommun (estniska: Põltsamaa linn) och landskommun (Põltsamaa vald) samt Pajusi kommun (förutom byn Kaave) och Puurmani kommun (förutom byarna Jõune, Pööra, Saduküla och Härjanurme).

## Geografi
Terrängen i Põltsamaa vald är platt.

### Klimat
Trakten ingår i den hemiboreala klimatzonen. Årsmedeltemperaturen i trakten är 6 °C. Den varmaste månaden är juli, då medeltemperaturen är 17,8 °C, och den kallaste är januari, med −4,5 °C.

## Orter
I Põltsamaa kommun finns en stad, tre småköpingar samt 58 byar.

### Städer
- Põltsamaa (centralort)

### Småköpingar
- Adavere
- Kamari
- Puurmani

### Byar
- Aidu
- Alastvere
- Altnurga
- Annikvere
- Arisvere
- Esku
- Jüriküla
- Kaavere
- Kablaküla
- Kalana
- Kaliküla
- Kalme
- Kauru
- Kirikuvalla
- Kose
- Kuningamäe
- Kursi
- Kõpu
- Kõrkküla
- Laasme
- Lahavere
- Lebavere
- Loopre
- Luige
- Lustivere
- Mõhküla
- Mõisaküla
- Mõrtsi
- Mällikvere
- Neanurme
- Nurga
- Nõmavere
- Pajusi
- Pauastvere
- Pikknurme
- Pilu
- Pisisaare
- Pudivere
- Puduküla
- Puiatu
- Rõstla
- Räsna
- Sopimetsa
- Sulustvere
- Tammiku
- Tapiku
- Tõivere
- Tõrenurme
- Tõrve
- Umbusi
- Uuevälja
- Vitsjärve
- Vorsti
- Võhmanõmme
- Võisiku
- Vägari
- Väike-Kamari
- Väljataguse